# Хиллер, Мартин
Мартин Хиллер (нем. Martin Hiller; род. 1 января 2000, Потсдам) — немецкий гребец на байдарках, чемпион мира 2022 года, двукратный чемпион Европы, серебряный призёр III Европейских игр 2023 года, призёр чемпионатов мира.

## Карьера
В Сегеде, на чемпионате мира 2019 года, Мартин завоевал бронзовую медаль в двойках на дистанции 500 метров.
В 2021 году на взрослом чемпионате мира, который прошёл в Копенгагене, Мартин стал серебряным призёром на дистанции 500 метров в байдарках-двойках.
На чемпионате Европы 2022 года в Мюнхене завоевала две золотые медали в байдарках-двойках и четвёрках на дистанции 1000 метров. На чемпионате мира 2022 года в Канаде стал чемпионом в байдарках-двойках на 1000 метров. На Европейских играх 2023 года в Кракове завоевал серебряную медаль в байдарках-двойках.
В Самарканде, на чемпионате мира 2024 года, который состоялся сразу же после Олимпийских игр, Хиллер в байдарках-двойках на дистанции 1000 метров завоевал бронзовую медаль.